# Aristolochia hypoglauca
Aristolochia hypoglauca är en piprankeväxtart som beskrevs av João Geraldo Kuhlmann. Aristolochia hypoglauca ingår i släktet piprankor, och familjen piprankeväxter. Inga underarter finns listade i Catalogue of Life.